# Flash mich
Flash mich ist ein Lied des deutschen Pop-Sängers Mark Forster. Das Stück ist die zweite Singleauskopplung aus seinem zweiten Studioalbum Bauch und Kopf.

## Entstehung und Artwork
Geschrieben wurde das Lied von Mark Ćwiertnia (Mark Forster), David Jürgens, Ralf Christian Mayer, Daniel Nitt, Philipp Steinke und Simon Triebel. Produziert wurde die Single durch Cwiertnia, Mayer und Nitt. Das Arrangement sowie die Programmierung erfolgten unter der Leitung von Nitt und Steinke. Die Instrumentalisierung erfolgte durch Rainer „Kallas“ Hubert (Schlagzeug), Helgi Jonsson (Posaune), Nitt (Keyboard), Eiríkur Örn Pálsson (Trompete) und Steinke (Keyboard). Flash mich wurde unter dem Musiklabel Four Music veröffentlicht und durch Sony Music Entertainment vertrieben. Auf dem Cover der Maxi-Single ist – neben Künstlernamen und Liedtitel – Forster vor einem Fensterglas stehend, in dem sich ein Sonnenuntergang spiegelt, zu sehen.

## Veröffentlichung und Promotion
Die Erstveröffentlichung von Flash mich erfolgte am 12. Dezember 2014 in Deutschland, Österreich und der Schweiz. Das Lied ist zum einzelnen Download und als EP erhältlich. Die physische EP enthält neben der Singleversion von Flash mich die Lieder Bei dir, Hab ich hätt ich und Ey Liebe als B-Seite. Alle drei B-Seiten sind nicht auf dem aktuellen Studioalbum Bauch und Kopf zu finden. Es sind neue Stücke, die zeigen sollen in welche Richtung Forsters neues Studioalbum gehen soll. Eine digitale Version der EP ist um die vorangegangene Single Au revoir als fünftes Stück erweitert.
Um das Lied zu bewerben, folgten unter anderem Liveauftritte in der N-Joy-Weihnachtsshow, bei ZDF-Fernsehgarten on Tour, bei der deutschen ESC-Vorentscheidung Unser Song für Österreich und während der Grand Prix Party auf der Hamburger Reeperbahn im Anschluss des Eurovision Song Contest 2015.

## Inhalt
Der Liedtext zu Flash mich ist in deutscher Sprache verfasst. Im Allgemeinen bedeutet das Wort „Flash“ (englisch für Blitzen) eingedeutscht etwa „kurze Einblendung“ oder „Rückblende“. In diesem Stück kann man den Titel Flash mich mit Beeindrucke mich oder Hau mich um übersetzen. Die Musik wurde gemeinsam von Mark Forster, David Jürgens, Ralf Christian Mayer, Daniel Nitt, Philipp Steinke und Simon Triebel; der Text von Forster, Jürgens, Steinke und Triebel geschrieben. Musikalisch bewegt sich das Lied im Bereich der Popmusik.

„Flash mich nochmal, als wär’s das erste Mal.

Baby, Baby, crash mich so oft du willst, ja bis ich nicht mehr kann.

Und seit du da bist, sind alle Lichter an.

Du machst, dass ich nicht mehr schlafen kann.

Ich sehe uns zwei in alt und grau, mit weißen Haaren und dickem Bauch.

Flash mich nochmal, als wär’s das erste Mal.“

Sony Music selbst beschrieb das Stück als einen Tempo-reichen Hit mit faszinierenden Drum-and-Bass-Anleihen, spielerischen Synth-Versatzstücken und typisch fesselndem Mark Forster-Refrain. Inhaltlich geht es in dem Lied darum, seine wahre Liebe gefunden zu haben, die einen noch im hohen Alter „flashen“ kann.

## Musikvideo
Das Musikvideo zu Flash mich feierte am 21. November 2014, auf YouTube, seine Premiere. Unterstützt wurde Forster von den Schauspielern Phillip Helmke (Max), Victor Neumeister (Niklas) und Rafael Stachowiak (Bankangestellter). Die Schauspieler Neumeister (Niklas) und Helmke (Max) spielen das rebellische Liebespaar à la Bonnie und Clyde. Zu Beginn des Videos sieht der Zuschauer nur, wie Niklas in einem Büro der Polizei sitzt: „Wie kommt man auf so ’ne Scheiße?“, fragt ein Mann den Jungen. „Keine Ahnung, es war heiß, uns war langweilig“, lautet die Antwort. Im restlichen Video sind Szenen zu sehen von Aktionen, die die beiden getrieben haben wie das Anmachen von anderen Jugendlichen, dem Einsteigen in einem Schwimmbad, dem Klauen in einem Elektromarkt und einem Bankraub sowie einige Liebesszenen der beiden. Das Video endet damit, dass die beiden vor der Bank von der Polizei überrascht werden. Niklas stellt sich den Ordnungskräften, sodass Max flüchten kann. Zwischendurch ist immer wieder Forster zu sehen, der vor einer Stromleitung das Lied singt. Im Musikvideo wird ein homosexuelles junges Liebespaar dargestellt, deren erstes, sommerliches Verliebtsein das Video zum Hauptthema hat. Die Geschichte um Niklas wird im Musikvideo zu Bauch und Kopf weiter geführt. Die Gesamtlänge des Videos ist 3:56 Minuten. Regie führte wie zuvor bei Au revoir wieder Kim Frank. Bis heute zählt das Video über 33 Millionen Aufrufe bei YouTube (Stand: August 2025).

## Mitwirkende
| Liedproduktion - Mark Cwiertnia (Mark Forster): Gesang, Komponist, Liedtexter, Musikproduzent - Rainer “Kallas” Hubert: Schlagzeug - Helgi Jonsson: Posaune - David Jürgens: Komponist, Liedtexter - Ralf Christian Mayer: Komponist, Musikproduzent - Daniel Nitt: Arrangement, Keyboard, Komponist, Musikproduzent, Programmierung - Eiríkur Örn Pálsson: Trompete - Philipp Steinke: Arrangement, Keyboard, Komponist, Liedtexter, Programmierung - Simon Triebel: Komponist, Liedtexter Unternehmen - Four Music: Musiklabel - Kim Frank Produktion: Filmproduzent (Musikvideo) - Sony Music Entertainment: Vertrieb | Musikvideo - Laura Yen Alswede: Kostümbildnerin - Benjamin Erdenberger: Oberbeleuchter - Fabian Friedrich: Ballonlicht Operator - Kim Frank: Editor, Kameramann, Regisseur - Sara Gfrörer: Lichtassistentin - Julia Golembiowski: Assistentin des Produktionsleiters - Jan Philipp Grelich: Kameraassistent - Phillip Helmke: Schauspieler - Annika Lange: Produktionsleiterin - Victor Neumeister: Schauspieler - Tini Sager: Maskenbildnerin - Rafael Stachowiak: Schauspieler - Sascha Vogel: Beleuchter - Christin Winkler: Kostümbildassistentin |

## Rezeption
laut.de bemängelte, dass der Liedtext Tim Bendzkos Zahlenspiele im Lied Nur noch kurz die Welt retten aufgreife.

## Kommerzieller Erfolg

### Chartplatzierungen
Flash mich erreichte in Deutschland Position elf der Singlecharts. In Österreich erreichte die Single Position zehn und konnte sich insgesamt eine Woche in den Top 10 und 33 Wochen in den Charts halten. Obwohl es das Lied nicht auf Platz eins schaffte, war es trotzdem für einen Zeitraum von drei Wochen das erfolgreichste deutschsprachige Lied in den deutschen Singlecharts, sowie für eine Woche die erfolgreichste deutschsprachige Single in der österreichischen Hitparade. 2015 platzierte sich Flash mich in den deutschen Single-Jahrescharts auf Position 36, sowie auf Position 37 in Österreich.
Für Forster als Interpreten ist dies der fünfte Charterfolg in Deutschland, sowie der dritte in Österreich. Für Forster als Autor ist dies der sechste Charterfolg in Deutschland, sowie der dritte in Österreich. In Österreich ist es nach Au revoir sein zweiter Top-10-Erfolg als Autor und Interpret.
| ChartsChartplatzierungen | Höchstplatzierung | Wochen |
| ------------------------ | ----------------- | ------ |
| Deutschland (GfK)        | 11 (47 Wo.)       | 47     |
| Österreich (Ö3)          | 20 (33 Wo.)       | 33     |

| ChartsJahrescharts (2015) | Platzierung |
| ------------------------- | ----------- |
| Deutschland (GfK)         | 36          |
| Österreich (Ö3)           | 37          |

### Auszeichnungen für Musikverkäufe
Nach knapp einem Verkaufsjahr wurde Flash mich im November 2015 in Deutschland mit einer Platin-Schallplatte für mehr als 300.000 verkaufte Einheiten ausgezeichnet.

| Land/Region        | Auszeichnungen für Musikverkäufe (Land/Region, Auszeichnung, Verkäufe) | Verkäufe |
| ------------------ | ---------------------------------------------------------------------- | -------- |
| Deutschland (BVMI) | Platin                                                                 | 300.000  |
| Insgesamt          | 1× Platin ·                                                            | 300.000  |

## Coverversionen
- 2015: Simon Stabauer (Märchenhelden), der österreichische Sänger nahm mit dieser Coverversion am Kiddy Contest 2015 teil.[17]
- 2016: Arktis, die deutsche Rockband coverte das Stück für ihr Debütalbum Meta.[18]
- 2017: The BossHoss, die deutsche Country- und Rockband coverte das Stück im Rahmen der Auftaktsendung der vierten Staffel von Sing meinen Song – Das Tauschkonzert und wurden mit ihrer Interpretation zum „Song des Abends“ gewählt. Das Cover erschien auf dem dazugehörigen Sampler.[19]